# برتونيلة دوشية
برتونيلة دوشية (الاسم العلمي: Bartonella doshiae) هي نوع من البكتيريا تتبع جنس البرتونيلة من فصيلة البارتونيلات.